# Munehisa Sakai
Munehisa Sakai (境 宗久 (Cảnh Tông Cửu)  sinh ngày 1 tháng 12 năm 1971) là một đạo diễn anime người Nhật Bản. Ông bắt đầu làm việc tại Toei Animation từ năm 1992, nơi ông từng đạo diễn một phần của các loạt anime nổi tiếng như One Piece, Chiến Binh Âm Nhạc, và Thủy Thủ Mặt Trăng Pha Lê.
Sau khi rời Toei Animation và gia nhập MAPPA vào năm 2017, ông tiếp tục đảm nhiệm vai trò đạo diễn trong các dự án như Vùng Đất Thây Ma, Mr Love: Queen’s Choice, và Dance Dance Danseur.
Đến năm 2022, ông chuyển sang làm việc tại Studio Kai.

## Tiểu sử
Khi còn đang theo học tại trường đào tạo hoạt họa, một giáo viên đã giới thiệu Munehisa Sakai đến với Toei Animation, và ông chính thức gia nhập công ty này vào năm 1992. Từ năm 2006 đến 2008, Sakai đảm nhận vai trò đạo diễn cho loạt anime One Piece; sau đó ông tiếp tục đạo diễn cho One Piece Film: Strong World vào năm 2009.   Phim One Piece: Strong World đã giành giải thưởng cho phim hoạt hình xuất sắc nhất năm và được đề cử giải phim hoạt hình của năm tại Giải thưởng Điện ảnh Viện Hàn lâm Nhật Bản lần thứ 34. Năm 2011, Sakai đạo diễn Chiến Binh Âm Nhạc. Và đến năm 2014, ông làm đạo diễn cho Thủy Thủ Mặt Trăng Pha Lê.
Năm 2017, Sakai rời Toei Animation và gia nhập MAPPA. Năm 2018, Sakai đạo diễn Zombie Land Saga và bộ anime này đã giành được giải thưởng phim hoạt hình của năm ở hạng mục truyền hình tại Liên hoan phim hoạt hình Tokyo năm 2019 đồng thời được đề cử cho giải anime của năm tại Giải thưởng Anime Crunchyroll 2019. Năm 2020, Sakai đảm nhiệm vai trò đạo diễn cho bộ anime chuyển thể từ trò chơi cùng tên - Mr Love: Queen's Choice. Năm 2022, ông tiếp tục đạo diễn bản chuyển thể anime của Dance Dance Danseur.
Năm 2022, Sakai rời MAPPA và gia nhập Studio Kai.  Sau đó, ông đảm nhận vai trò đạo diễn kiêm lên kịch bản phân cảnh (storyboard) cho tập thứ ba của bộ anime 7th Time Loop được phát sóng vào ngày 21 tháng 1 năm 2024.

## Tác phẩm

### Anime chiếu tập trên truyền hình
- GeGeGe no Kitarō (1996–1998) (đạo diễn theo tập)[15]
- Tiến sĩ Slump (1997–1999) (đạo diễn theo tập)[16]
- Himitsu no Akko-chan (1998–1999) (đạo diễn theo tập)[17]
- One Piece (2006–2008) (đạo diễn chính)[6]
- Chiến Binh Âm Nhạc (2011–2012) (đạo diễn chính)[8]
- Days (2016) (phó đạo diễn)[18]
- Kakegurui (2017) (đạo diễn mở màn)[19]
- Vùng Đất Thây Ma (2018–2021) (đạo diễn chính)[10]
- Mr Love: Queen's Choice (2020) (đạo diễn chính)[13]
- Dance Dance Danseur (2022) (đạo diễn chính)[14]
- 7th Time Loop (2024) (đạo diễn theo tâp và kịch bản phân cảnh; tập 3)

### Anime chiếu rạp
- One Piece: Strong World (2009) (đạo diễn)[6]

### Anime chiếu trên web
- Thủy Thủ Mặt Trăng Pha Lê (2014–2015) (đạo diễn)[9]